# Riflusso nel privato
Riflusso nel privato o, più genericamente, riflusso è un termine del linguaggio giornalistico e politico usato per descrivere un atteggiamento caratterizzato dal disimpegno politico e sociale e dal ripiegamento nella sfera del privato in un clima di disillusione e ritorno a valori del passato.

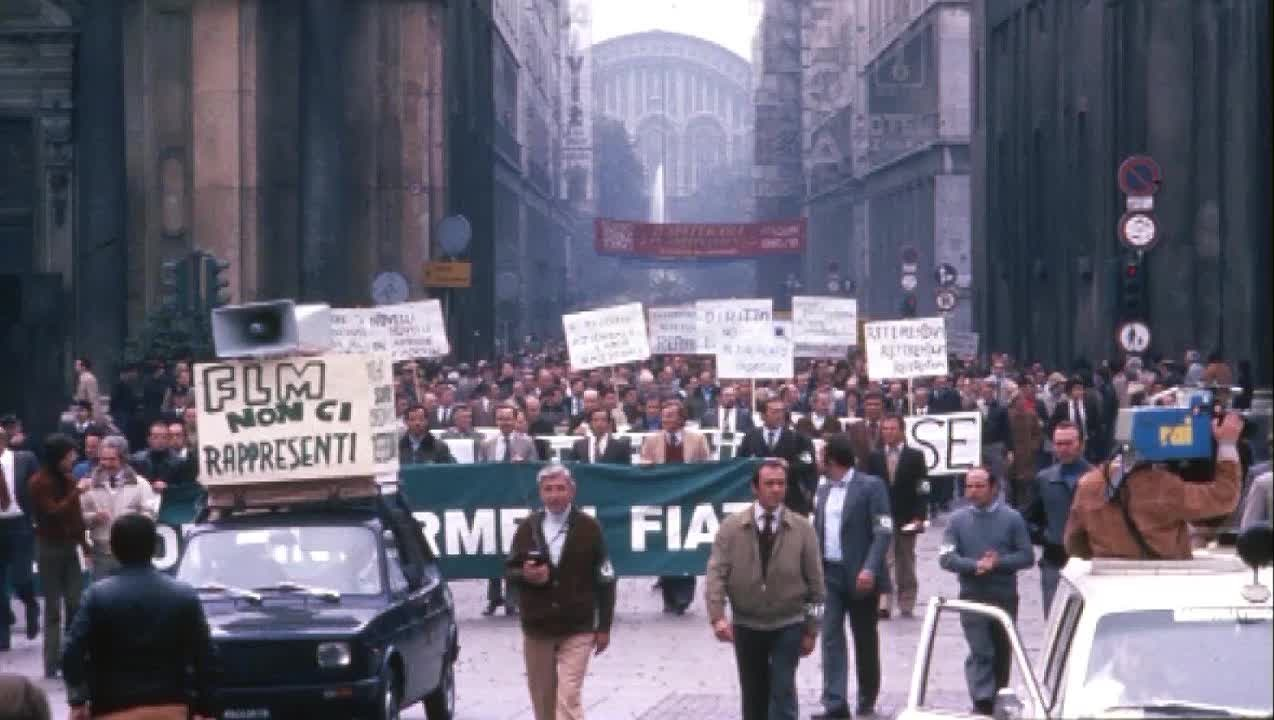
La marcia dei quarantamila a Torino, nell'ottobre 1980, che segnò la svolta del riflusso.

## Storia
In Italia il periodo del «riflusso» viene datato tra la fine degli anni settanta e l'inizio degli anni ottanta, quando venne meno il pesante clima ideologico degli anni di piombo, che aveva portato a un vertiginoso accrescimento della tensione sociale e politica, e al collasso dell'economia.

### La marcia dei quarantamila
La svolta del riflusso e il ritorno al privato viene spesso identificata nell'autunno del 1980 con la marcia dei quarantamila a Torino, quando tornò alla ribalta l'esistenza di una «maggioranza silenziosa» che si contrapponeva al clamore degli scontri sociali del decennio precedente. Il 14 ottobre di quell'anno, infatti, numerosi quadri intermedi della FIAT, stanchi delle continue proteste dei sindacati che si opponevano alla cassa integrazione, e che impedivano loro di entrare in fabbrica a lavorare, diedero vita a un corteo «silenzioso» per la città. La loro manifestazione mise a tacere gli scioperi e le occupazioni.

### Caratteristiche

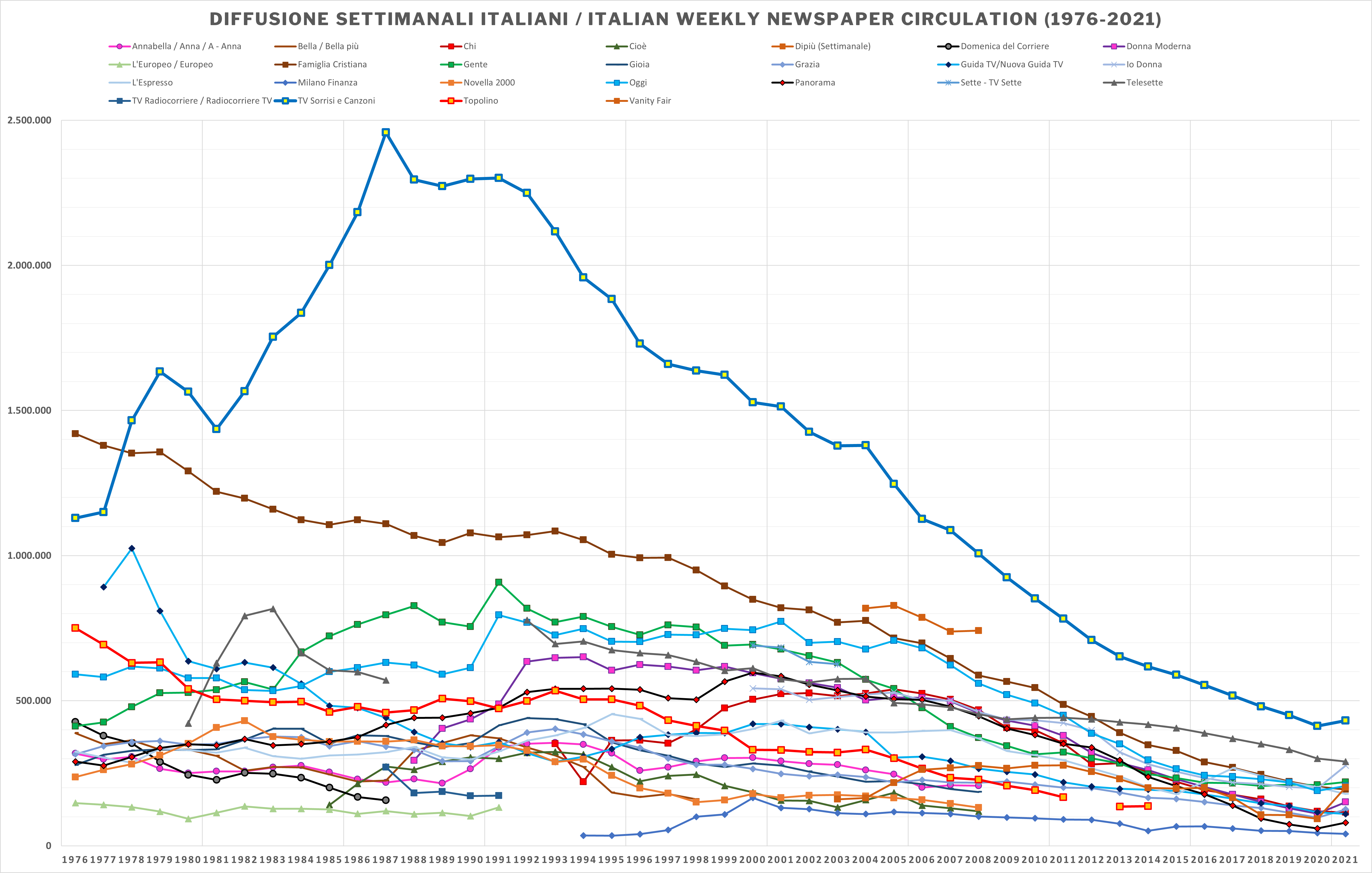
L'impennata della diffusione media settimanale di TV Sorrisi e Canzoni dal 1982 al 1987 è un sintomo evidente del "riflusso nel privato".

Il periodo si caratterizzò per un diffuso ritorno delle persone dalle piazze alla sfera privata, dall'inizio dell'era della televisione commerciale unito a un decollo della pubblicità e a un incremento dei consumi. Rinacque il Carnevale di Venezia e in molti altri luoghi: crebbe la disaffezione dei cittadini per la politica, ma aumentò il senso di ottimismo e di benessere sociale. Si diffusero nuove abitudini sociali e si fondarono nuove associazioni ed eventi per il tempo libero, come il Salone del libro a Torino nel 1988. A livello politico iniziò a prevalere la personalizzazione sull'appartenenza ideologica; ci fu così un declino del potere dei sindacati e del Partito Comunista Italiano, parallelamente all'ascesa di Bettino Craxi tra le file del Partito Socialista Italiano, chiamato nel 1976 a risollevare le sorti del partito che allora si trovava ai minimi storici, stretto nella tenaglia del tentativo di compromesso storico tra la DC e il PCI.
Nei grandi sindacati guadagnò terreno una più realistica percezione delle esigenze economiche, mentre tra i lavoratori si diffondevano il disagio e l'insofferenza per il carattere esclusivamente politico delle manifestazioni di protesta.

### Disimpegno giovanile
Il disimpegno nell'azione politica toccò anche i giovani, sostituito dalla nascita di sottoculture giovanili che diedero luogo a fenomeni tipici come quelli dei paninari.

### Avvisaglie
I primi segnali di ritorno al privato si erano visti tra la fine del 1978 e l'inizio del 1979, con il rilancio dei consumi durante le feste natalizie, con il rifiuto delle ideologie e dei partiti. Molte persone, che per circa un decennio avevano sostenuto idee marxiste (contro l'economia di mercato), cominciarono rapidamente a sostenere tesi neoliberali, rinnegando il proprio passato barricadiero. 
Ciò portò Indro Montanelli a chiedere a queste persone di fare un atto di contrizione, scrivendo:
E ancora:

## Nella cultura di massa
- Un'anticipazione dei cambiamenti sociali che stavano arrivando lo si vede nel finale del film Il... Belpaese, interpretato da Paolo Villaggio nel 1977.
- Vaghe tracce del "riflusso nel privato" (o comunque dei cambiamenti economico-sociali di fine anni '70) si possono rintracciare in diverse canzoni del 1979-1980, tra cui la più famosa è L'anno che verrà di Lucio Dalla.
- Pierangelo Bertoli parlò del fenomeno nella canzone Riflusso inclusa nell'album Certi momenti del 1980.